# Can Casacuberta
Can Casacuberta, también conocida en el pasado como Fábrica Can Casacuberta, Fábrica Giró o Can Isop, es un edificio de origen modernista industrial construido por Joan Amigó y Barriga situado en el centro de la ciudad de Badalona. Inicialmente fue construida para ubicar una fábrica textil. El edificio está protegido como bien cultural de interés local y actualmente es una biblioteca pública.

## Descripción
Es un edificio industrial de estilo modernista que antiguamente ocupaba toda la manzana del ensanche de Badalona, aproximadamente de 60 x 120 m. Constaba de 17 naves paralelas, de estructura metálica, sobre columnas de hierro. La entrada original, era decorada con mosaicos de Lluís Bru, estaba situada en la calle Dos de Mayo.
En la construcción de la fábrica se siguió el sistema innovador de cobertura shed o dientes de sierra, con jácenas, columnas y tirantes de hierro fundido, fabricadas por el industrial badaloní Fèlix Gallent, que, combinada con la tradicional vuelta catalana, permitían cubrir una amplia y extensa superficie sin muros interiores, con iluminación cenital natural aprovechando los dientes de sierra para colocar vidrios. Las paredes exteriores de la fábrica tenían referentes decorativos modernistas inspirados en la Secesión vienesa.
De la estructura original solo se conservan el espacio interior y las fachadas de la calle Enric Borràs y Colom.

## Historia de la fábrica

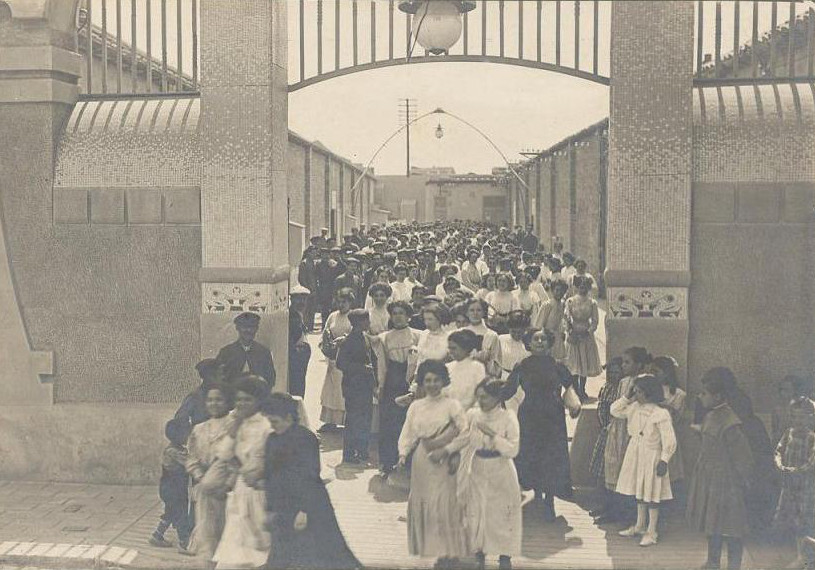
Mujeres saliendo de la fábrica

En el último cuarto del siglo XIX, el sector textil en Badalona experimentó un crecimiento considerable y se abrieron varias fábricas, como la de Josep Giró y Blanch en 1893, en la calle Guifré, empresa dedicada a la confección de género de punto. El volumen del negocio era tal que bien pronto tuvieron que ampliar abriendo una nueva fábrica que ocupaba los terrenos de la actual manzana de casas comprendida entre las calles Dos de Mayo, Enric Borràs, Colom y Padre Anton.
La obra se llevó a cabo en diferentes fases: en 1907, en 1913 y en 1920 por encargo del empresario textil Josep Giró y Blanch. Se  fueron añadiendo cosas nuevas según las necesidades. 
Buena parte de los trabajadores de la fábrica eran mujeres (se calcula que a principios del siglo XX, a nivel provincial, el 62 % de todos los empleados en el sector textil eran mujeres); la adquisición de mano de obra femenina beneficiaba el empresario, puesto que su remuneración era inferior a la de los hombres.
En el año 1920 Josep Giró vendió el edificio al empresario barcelonés Salvador Casacuberta. A finales de los años 20, Can Casacuberta era la primera empresa del Estado español en tejidos de lana de señora y de fantasía. Llegó a tener 26 telares y hasta la Guerra Civil, las toquetes y, sobre todo, los mantons de Manila bordados fueron los productos más reconocidos de la empresa. Después de la Guerra Civil, Salvador Casacubera la vendió a la empresa Bacàs.
La reconversión de la década de los 50 y la crisis del petróleo iniciada el 1973, supuso una pérdida definitiva del peso del sector textil en relación con el conjunto de la industria badalonina. En este contexto, la fábrica acabó cerrando el 1979.

## Biblioteca Can Casacuberta
Años después de su cierre y por iniciativa del Ayuntamiento de Badalona, el edificio fue rehabilitado como equipamiento cultural. La obra, dirigida por los arquitectos Antoni Poch y Jordi Moliner, que fueron premiados con el premio FAD de arquitectura 1991 en el apartado de " Reformas y rehabilitaciones", fue inaugurada en 1992 como Biblioteca Central Urbana Can Casacuberta, fruto del traslado de la antigua Biblioteca Popular Santo Anastasi, y forma parte de la Red de Bibliotecas Municipales de la Diputación de Barcelona. En el año 2007 se inauguró la ampliación de la biblioteca y en el mismo recinto el Espacio Betúlia, un centro cultural dedicado al fomento y a la difusión de las letras. Esta ampliación fue obra del arquitecto Antonio Sanmartín, que fue nominado por el Premio Europeo ECOLA 2008.
La Biblioteca Can Casacuberta cuenta con 4.070m² y un fondo superior a los 95.000 ejemplares, de entre el cual destaca su colección local y el fondo especial de magia. Hasta el año 2001 Glòria Pérez-Salmerón fue directora de la biblioteca, antigua directora de la Biblioteca Nacional de España. Desde entonces y hasta la actualidad la dirección del equipamiento lo ejerce Imma Casals Torres. 